# Austen Ivereigh
Œuvres principales
The Great Reformer
Austen Ivereigh, né le 25 mars 1966 à Guildford, est un journaliste et essayiste catholique britannique.

## Biographie
Né dans une famille catholique, Austen Ivereigh rejette son éducation religieuse après le divorce de ses parents et son envoi dans un pensionnat tenu par des bénédictins. Il redécouvre la foi durant ses études d'histoire, à la fois d'un point de vue intellectuel (découverte de la doctrine sociale de l'Église) et personnel (confrontation avec sa fiancée désirant avorter).
En 1993, après sa thèse d'histoire soutenue à Oxford, il entre pour quatre mois chez les bénédictins, puis ressort du monastère, ayant trouvé sa vocation d'écrivain. Il commence au Pérou, puis rentre en Angleterre, où il écrit pour The Tablet et le Daily Mail ; en 2004, Cormac Murphy-O'Connor, archevêque de Westminster, lui demande de devenir son attaché de presse. C'est en découvrant de l'intérieur l'univers de la communication qu'Austen Ivereigh comprend l'urgence pour l'Église de solliciter les laïcs.

## Œuvre et engagement
En 2010, conscient de la pauvreté de la communication de l'Église catholique, il fait partie des fondateurs de Catholic voices, une initiative visant à donner à des laïcs une formation en communication, particulièrement après le voyage de Benoît XVI au Royaume-Uni (en)
En 2014, Austen Ivereigh publie une biographie du pape François, The great reformer, dans laquelle il montre que les cardinaux réformateurs ont préféré Jorge Mario Bergoglio à cause de son relatif succès lors du conclave de 2005 ; dans un second temps, Ivereigh cherche à montrer que la popularité initiale du pape, notamment hors de l'Église, si elle ne s'appuie que sur l'effet de surprise, ne sera qu'un feu de paille ; mais le biographe estime que la volonté réformatrice du pape argentin va plus loin même que ce que ceux qui l'ont élu peuvent le supposer. Dans cette biographie, il revient aussi sur le passé de l'archevêque de Buenos Aires durant la dictature militaire, et notamment sur les hébergements et exfiltrations d'opposants qu'il a permis ou effectués.
En 2020, déformant volontairement les propos d'Austen Ivereigh dans son ouvrage sur le pape François, le Daily Express prétend que ce dernier s'apprête à démissionner entre Noël et le Nouvel an 2021 ; Austen Ivereigh rétorque que ces propos sont des infox et qu'il n'a jamais affirmé cela, ce qui conduit à une rétraction partielle de l'article originel.

## Ouvrages

### Publications originales
- (en) Austen Ivereigh, Catholicism and Politics in Argentina : 1810-1960, Palgrave Macmillan, 1995, 296 p. (ISBN 978-0-333-62670-2)
- (en) Austen Ivereigh (dir.), The Politics of Religion in an Age of Revival : Studies in Nineteenth-century Europe and Latin America, Institute of Latin American Studies, 232 p. (ISBN 9781900039321)
- (en) Austen Ivereigh (dir.), Unfinished Journey : the Church 40 years after Vatican II, Continuum International Publishing Group, 2003, 304 p. (ISBN 978-0-826-47100-0)
- (en) Austen Ivereigh, Faithful Citizens : a Practical Guide to Catholic Social Teaching and Community Organising, Darton, Longman & Todd, 2010, 161 p. (ISBN 978-0-232-52789-6)
- (en) Austen Ivereigh et Jack Valero, Who know where they stand : Catholic voices and the papal visit to the UK, Edusc, 2011, 161 p. (ISBN 978-8-883-33270-8)
- (en) Austen Ivereigh et Kathleen Griffin, Catholic Voices : Putting the Case for the Church in the Era of 24-hour News, Darton, Longman & Todd, 2011, 250 p. (ISBN 978-0-232-52863-3)
- (en) Austen Ivereigh et John Pontifex (dir.), Christians and the Struggle for Religious Freedom 2012 : With Persecuted and Forgotten?, Aide à l'Église en détresse, 2012, 88 p. (ISBN 978-1-907-54100-1)
- (en) Austen Ivereigh, The Great Reformer : Francis and the Making of a Radical Pope, Picador (en), 533 2015, 88 p. (ISBN 978-1-250-07499-7)
- (en) Austen Ivereigh et Michael Kelly, How to defend the Faith without raising your Voice, Columba Press, 2018, 180 p. (ISBN 978-1-782-18346-4)

### Traductions françaises
- Austen Ivereigh et Natalia Trouiller, Comment répondre aux questions brûlantes sur l'Église, Éditions de l'Emmanuel, 2016, 252 p. (ISBN 978-2-353-89506-9)
- Austen Ivereigh, François le réformateur : De Buenos Aires à Rome, Éditions de l'Emmanuel, 2017, 533 p. (ISBN 978-2-353-89614-1)